# میکن بلیر
میکن بلیر (انگلیسی: Macon Blair؛ زادهٔ ۱۹۷۴) هنرپیشه، مجری طرح، فیلم‌نامه‌نویس، کارگردان فیلم و تهیه‌کننده اهل ایالات متحده آمریکا است که برای بازی در فیلم‌های قراضه آبی (۲۰۱۳) و اتاق سبز (۲۰۱۵) شناخته‌می‌شود. او نخستین تجربه کارگردانی خود را با فیلم دیگر در این دنیا احساس در خانه بودن نمی‌کنم در سال ۲۰۱۷ تجربه کرد و برنده جایزه بزرگ هیئت داوران جشنواره فیلم ساندنس شد.

## فیلم‌شناسی

### به عنوان کارگردان
| سال  | عنوان                                      | به عنوان | به عنوان | به عنوان  |
| سال  | عنوان                                      | کارگردان | نویسنده  | تهیه‌کننده |
| ---- | ------------------------------------------ | -------- | -------- | --------- |
| ۲۰۱۷ | دیگر در این دنیا احساس در خانه بودن نمی‌کنم | آری      | آری      | نه        |

### به عنوان بازیگر
فیلم
| سال  | عنوان                                      | نقش            | یادداشت                   |
| ---- | ------------------------------------------ | -------------- | ------------------------- |
| ۲۰۱۳ | قراضه آبی                                  | دوایت ایوانز   |                           |
| ۲۰۱۵ | اتاق سبز                                   | گیب            |                           |
| ۲۰۱۶ | طلا                                        | کانی رایت      |                           |
| ۲۰۱۷ | دیگر در این دنیا احساس در خانه بودن نمی‌کنم | مرد بار        | همچنین نویسنده و کارگردان |
| ۲۰۱۷ | جرایم کوچک                                 | اسکاتی کالدول  | همچنین نویسنده            |
| ۲۰۱۷ | پروژه فلوریدا                              | جان            |                           |
| ۲۰۱۷ | لوگان خوش‌شانس                              | مأمور ویژه برد |                           |
| ۲۰۱۸ | تاریکی را بگیر                             | شان            |                           |
| ۲۰۲۰ | شکار                                       | اولیور         |                           |
| ۲۰۲۰ | بسیار مراقبت می‌کنم                         | فلدستورم       |                           |

تلویزیون
| سال  | عنوان       | نقش                | یادداشت                       |
| ---- | ----------- | ------------------ | ----------------------------- |
| ۲۰۱۹ | سوامپ تینگ  | فانتوم استرنجر     | ۲ قسمت                        |
| ۲۰۱۹ | اتاق ۱۰۴    | کارگردان و نویسنده | قسمت: "توطئه" (قسمت ۱، فصل ۳) |
| ۲۰۲۱ | سگ‌های ولگرد | راب                | قسمت: "سگ‌های ولگرد لعنتی"     |